# Ždaňa
Ždaňa – wieś (obec) na Słowacji położona w kraju koszyckim, w powiecie Koszyce-okolice. Pierwsze wzmianki o miejscowości pochodzą z roku 1270.
Według danych z dnia 31 grudnia 2016, wieś zamieszkiwały 1402 osoby, w tym 692 kobiety i 710 mężczyzn.
W 2001 roku rozkład populacji względem narodowości i przynależności etnicznej wyglądał następująco:
- Słowacy – 97,23%
- Czesi – 0,07%
- Romowie – 1,27%
- Węgrzy – 0,3%

Ze względu na wyznawaną religię struktura mieszkańców kształtowała się w 2001 roku następująco:
- Katolicy rzymscy – 77%
- Grekokatolicy – 1,65%
- Ewangelicy – 0,37%
- Ateiści – 3,75%
- Nie podano – 1,72%